# Біомедичний інженер

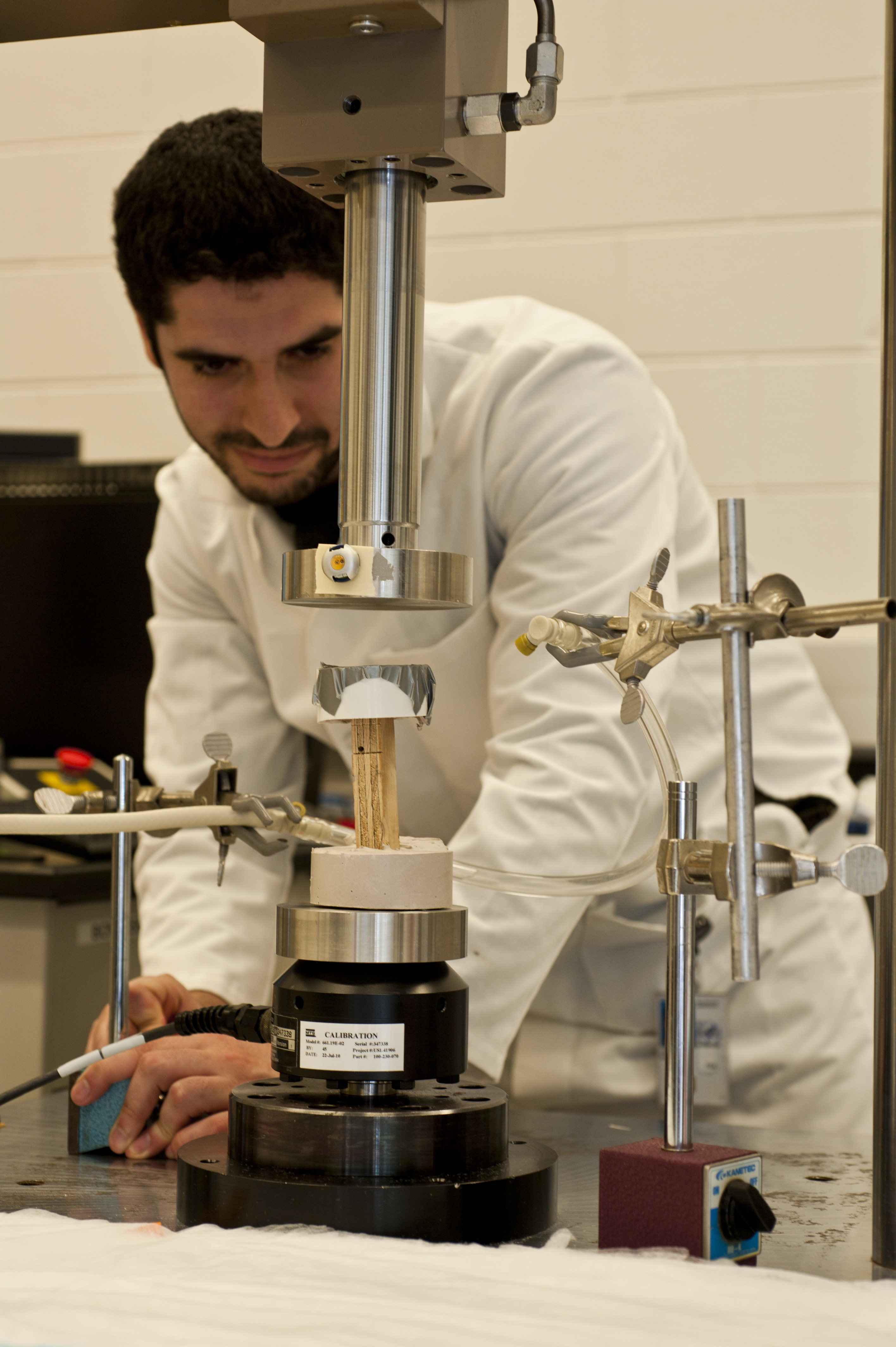
Біомедичний інженер тестує каркас фрагменту кістки для тканинної інженерії на осьове механічне навантаження

Біомедичний інженер (англ. biomedical engineer) — працівник біомедичної інженерії — міждисциплінарної галузі науки та техніки, яка поєднує біомедицину та інженерію для вирішення проблем медицини та фундаментальних проблем біології. 
Він має спеціальну вищу інженерну освіту у сфері розробки, конструювання, виробництва, експлуатації, ремонту, сервісного обслуговування, експертизи і сертифікації, оцінки відповідності технічним регламентам, стандартам біозахисту та біобезпеки: біологічної та медичної техніки, біомедичних виробів і біоматеріалів медичного призначення, пов'язаних з ними штучних органів, біологічних і медичних технологій, а також відповідного програмного забезпечення та інформаційних технологій для біології, медицини та медичного приладобудування.

## Кваліфікаційні вимоги
Біомедичний інженер:
- виконує, відповідно до технічних регламентів, з використанням засобів обчислювальної техніки, комунікацій та зв'язку, роботи в галузі науково-технічної діяльності з проектування, інформаційного забезпечення, експлуатації, ремонту та обслуговування, організації розробки, виробництва  та впровадження засобів і методів профілактичної, діагностичної, лікувальної та реабілітаційної допомоги із застосуванням біоінженерії, точних наук, медичної техніки, штучних органів, біоматеріалів та виробів медичних, стандартів охорони праці, біозахисту та біобезпеки, дозиметрії та захисту від опромінення, управління матеріально-технічним забезпеченням медичних закладів, метрологічного забезпечення, технічного контролю, тощо;
- розробляє методичні та нормативні документи, технічну документацію, а також пропозиції та заходи щодо виконання розроблених проектів і програм інженерної складової медичної допомоги;
- проводить техніко-економічний аналіз, комплексно обґрунтовує рішення, що приймаються і реалізуються, вишукує можливості підвищення ефективності, скорочення циклу виконання робіт (послуг), сприяє підготовці процесу їх виконання, забезпеченню підрозділів медичного та біотехнічного підприємства необхідними технічними даними, документами, матеріалами, устаткуванням тощо;
- бере безпосередню участь у роботах, пов'язаних з експлуатацією складного медичного обладнання, штучних органів, апаратів штучного кровообігу і штучного дихання, штучної електростимуляції,  променевої медичної техніки, біоматеріалів і штучних біооб’єктів медичного призначення, а також з  досліджень, розроблення проектів і програм медичного підприємства  (підрозділів підприємства) та біотехнічного підприємства, у проведенні заходів, пов'язаних з випробуваннями устаткування і впровадженням його в експлуатацію, а також виконанні робіт із розробки, експертизи, сертифікації, стандартизації технічних засобів, систем, процесів, устаткування і матеріалів, у розгляданні технічної документації та підготуванні необхідних оглядів, відгуків, висновків з питань виконуваної роботи;
- вивчає та аналізує інформацію, технічні дані, показники і результати роботи, узагальнює і систематизує їх, проводить необхідні розрахунки, використовуючи сучасну електронно-обчислювальну техніку;
- готує графіки робіт, замовлення, заявки, інструкції, пояснювальні записки, карти, схеми, іншу технічну документацію, а також установлену звітність за затвердженими формами і у визначені терміни;
- надає методичну і практичну допомогу під час реалізації проектів та програм, планів і договорів;
- здійснює експертизу технічної документації, нагляд та контроль за станом і експлуатацією обладнання;
- стежить за додержанням установлених вимог, чинних норм, правил, технічних і технологічних регламентів, а також державних і міжнародних стандартів;
- організовує роботу з підвищення науково-технічних знань працюючих;
- сприяє розвитку творчої ініціативи, раціоналізації, винахідництва, упровадженню досягнень вітчизняної і зарубіжної науки, техніки, використання передового досвіду, які забезпечують ефективну роботу медичного підприємства.

## Наукова періодика

### Журнали
- Nature Biomedical Engineering (сайт)
- Nature Reviews Bioengineering (сайт)
- Біомедична інженерія і технологія
- IEEE Transactions on Biomedical Engineering
- Annals of Biomedical Engineering
- Annual Review of Biomedical Engineering
- BioMedical Engineering Online
- IEEE Reviews in Biomedical Engineering
- Critical Reviews in Biomedical Engineering
- Bioinspired, Biomimetic and Nanobiomaterials
- Journal of Biomedical Nanotechnology
- Advanced Healthcare Materials
- Bioactive Materials
- Biosensors & Bioelectronics
- Nanobiomedicine
- Smart Materials in Medicine
- Lab on Chip

## Додаткова література
- Серія книг Series in Biomedical Engineering (Springer, 2008-2021+)
- Серія книг Biomedical Engineering: Techniques and Applications (Routledge, 1998-2023+)
- Joseph Tranquillo, Jay Goldberg, Robert Allen (2023). Biomedical engineering design. London, UK. ISBN 978-0-12-816625-3.
- Hosseinkhani, Hossein (2023). Biomedical engineering: materials, technology, and applications. Weinheim, Germany. ISBN 978-3-527-82667-4.